# Gran Premi del 1r de maig - Premi d'honor Vic de Bruyne
El Gran Premi del 1r de maig - Premi d'honor Vic de Bruyne (en neerlandès 1-meiprijs - Ere-Prijs Vic De Bruyne) era una cursa ciclista belga que es disputava a Hoboken, un dels districtes d'Anvers.
Creada el 1928, la cursa formà part del calendari de la Unió Ciclista Internacional des del 2000 i des del 2005 estava integrada a l'UCI Europa Tour, amb una categoria 1.2.

## Palmarès
| Any  | Vencedor                 | Segon                    | Tercer                  |
| ---- | ------------------------ | ------------------------ | ----------------------- |
| 1928 | Alexandre Maes           | Aime Dossche             | Paul Matton             |
| 1929 | Joseph Dervaes           | Jan Meeuwis              | Alexandre Maes          |
| 1930 | Joseph Dervaes           | Jan Meeuwis              | Andre Mortier           |
| 1931 | Joseph Dervaes           | Gustave Hombroeckx       | August Meuleman         |
| 1932 | Pierre Vereycken         | Maurice Raes             | Hector van Rossem       |
| 1933 | Maurice Raes             | Louis Roothoofdt         | Armand Haesendonck      |
| 1934 | Edgard de Caluwe         | Mathieu Cardeynaels      | Michel D'Hooghe         |
| 1935 | Karel Kaers              | Jan-Jozef Horemans       | Pol Mertens             |
| 1936 | Remy van der Steen       | Michel D'Hooghe          | Ides-Gerard Haeck       |
| 1937 | Karel Kaers              | Lode Janssens            | Richard Kemps           |
| 1938 | Theo Middelkamp          | Frans van Hassel         | Maurice Raes            |
| 1939 | Gustaaf Deloor           | Frans Pauwels            | Albert Rosseel          |
| 1940 | Frans Pauwels            | Andre Maelbrancke        | Joseph Vankerckhoven    |
| 1941 | Odiel van den Meerschaut | Alberic Schotte          | Achiel Buysse           |
| 1942 | Georges Claes            | Achiel Buysse            | Sylvain Grysolle        |
| 1943 | Gorgon Hermans           | Odiel van den Meerschaut | Eugene Kiewit           |
| 1944 | Sylvain Grysolle         | Gustaaf van Overloop     | Frans Cools             |
| 1945 | Maurice Meersman         | Henri Renders            | René Janssens           |
| 1946 | Eugene Kiewit            | Theo Middelkamp          | Frans Knaepkens         |
| 1947 | Maurice Mollin           | Leopold de Rycke         | Lode Poels              |
| 1948 | Rene Mertens             | Karel Leysen             | Valere Ollivier         |
| 1949 | Omer Dhaenens            | Arthur Mommerency        | Jeroom de Jaeger        |
| 1950 | Gustaaf Salembier        | Henri Bauwens            | Raymond de Smedt        |
| 1951 | Karel de Baere           | Gerard Buyl              | Jos de Feyter           |
| 1952 | Gerard Buyl              | Lode Elaerts             | Marcel Dierkens         |
| 1953 | Frans Loyaerts           | Henri Bauwens            | Gustaaf Haxelmans       |
| 1954 | Gaston de Wachter        | Leo Buyst                | Jos van Staeyen         |
| 1955 | Leo Buyst                | Frans Vermeiren          | Gilbert van de Wiele    |
| 1956 | Harrie de Boer           | Maurice Stroobants       | Eddy de Waal            |
| 1957 | Karel Clerckx            | Jos de Feyter            | Jules Mertens           |
| 1958 | Gerrit Voorting          | Petrus Oellibrandt       | Jan Delin               |
| 1959 | Gentiel Saelens          | Joseph Marien            | Cyriel Huyskens         |
| 1960 | Gentiel Saelens          | Joseph Marien            | Gilbert Saelens         |
| 1961 | Jean-Baptiste Claes      | Petrus Oellibrandt       | Eddy Pauwels            |
| 1962 | Rik Luyten               | Leopold Schaeken         | Joseph Verachtert       |
| 1963 | Frans Melckenbeeck       | Piet van Est             | Gilbert Maes            |
| 1964 | Leon van Daele           | Gilbert Maes             | Etienne Vercauteren     |
| 1965 | Bart Zoet                | Louis Proost             | Petrus Oellibrandt      |
| 1966 | Petrus Oellibrandt       | Willy van den Bulck      | Rik Omloop              |
| 1967 | Marin Creele             | Frans Aerenhouts         | Alfons de Bal           |
| 1968 | Rene Corthout            | Roland van de Rijse      | Tony Daelemans          |
| 1969 | Jaak Frijters            | Yvan Verbiest            | Frans Verbeeck          |
| 1970 | Ronny van de Vijver      | Jacques Clauwaert        | Fernand Hermie          |
| 1971 | Eddy Goossens            | Patrick Sercu            | Jos van Beers           |
| 1972 | Raymond Steegmans        | Eddy Peelman             | Fernand van Rijmenant   |
| 1973 | Jos Abelshausen          | Daniel Verplancke        | Michel van Vlierden     |
| 1974 | Jos Jacobs               | Frans Verhaegen          | Marcel Omloop           |
| 1975 | Jos Jacobs               | Rene Dillen              | Jose Vanackere          |
| 1976 | Jos Jacobs               | Willy In't Ven           | Marc Renier             |
| 1977 | Etienne Van Der Helst    | Herman Vrijders          | Jean-Pierre Berckmans   |
| 1978 | Eddy Verstraeten         | Jos Jacobs               | Frank Arijs             |
| 1979 | Dirk Baert               | Willem Thomas            | Guido van Sweevelt      |
| 1980 | Frans van Looy           | Ludo Delcroix            | Aad van den Hoek        |
| 1981 | Eric van de Perre        | Charles Jochums          | Leo van Thielen         |
| 1982 | Gerrie van Gerwen        | Dirk Baert               | Willy Teirlinck         |
| 1983 | Alain de Roo             | Guido Baeyens            | Etienne van der Helst   |
| 1984 | Alain de Roo             | Alain Desaever           | Marc Maertens           |
| 1985 | Jan Bogaert              | Alain de Roo             | Raoul Bruyndonckx       |
| 1986 | Ad Wijnands              | Bruno Geuens             | Eric McKenzie           |
| 1987 | Herman Frison            | Bruno Geuens             | Eddy Planckaert         |
| 1988 | Jan Bogaert              | Jacques van der Poel     | Wiebren Veenstra        |
| 1989 | Johan Devos              | Patrick Verplancke       | Ferdi Dierickx          |
| 1990 | Kurt Onclin              | Ludo Giesberts           | Corneille Daems         |
| 1991 | Michel Cornelisse        | Rik van Slycke           | Jan Bogaert             |
| 1992 | Jan Bogaert              | Johnny Dauwe             | Johan Devos             |
| 1993 | Peter Pieters            | Wim Omloop               | Marc Dierickx           |
| 1994 | Johnny Dauwe             | Ludo Dierckxsens         | Patrick de Wael         |
| 1995 | Tom Steels               | Robbie Vandaele          | Johnny Dauwe            |
| 1996 | Michel Cornelisse        | Ronny Assez              | Andy De Smet            |
| 1997 | Peter Spaenhoven         | Rik van Slycke           | Hans De Meester         |
| 1998 | Frank Høj                | Aart Vierhouten          | Koen Beeckman           |
| 1999 | Frank Corvers            | Ronny Assez              | Wim Omloop              |
| 2000 | Tony Bracke              | Niko Eeckhout            | Geert Omloop            |
| 2001 | Geert Omloop             | Danny Daelman            | Danny Baeyens           |
| 2002 | Roger Hammond            | Mark Roland              | Geert Omloop            |
| 2003 | Joseph Boulton           | Gert Vanderaerden        | Jaaron Poad             |
| 2004 | Jurgen van Loocke        | Ward Bogaert             | Kevin van Der Slagmolen |
| 2005 | Hamish Robert Haynes     | Jean Zen                 | Nicky Cocquyt           |
| 2006 | Jean Philippe Dony       | Frank van Kuik           | Frederik Christiaens    |
| 2007 | Wouter Mol               | Jens Renders             | Mindaugas Striska       |
| 2008 | Bobbie Traksel           | Thomas Chamon            | Dennis Kreder           |
| 2009 | Denis Flahaut            | Adam Blythe              | Joeri Clauwaert         |
| 2010 | Jan Kuyckx               | Steven Caethoven         | Clinton Avery           |
| 2011 | Aidis Kruopis            | Jeremy Burton            | Adrien Vandermeersch    |
| 2012 | Christophe Premont       | Kevin Peeters            | Baptiste Planckaert     |
| 2013 | Coen Vermeltfoort        | Mats Boeve               | Yoeri Havik             |